# Саванур, Шридхар
Шридхар Саванур (англ. Shreedhar Savanur, род. 7 июля 1994, Мумбаи) — индийский шоссейный велогонщик.

## Карьера
Многократный чемпион Индии в групповой гонке.
В 2014 году выступил на чемпионате Азии в групповой гонке, но не смог финишировать. Также в этом же году принял участие в Играх Содружества, где не финишировал в групповой гонке.

## Достижения
2011
 Чемпион Индии — групповая гонка U19
2013
 Чемпион Индии — групповая гонка
Tarmac Road Race
2014
 Чемпион Индии — групповая гонка
Sabarmati Cyclothon
Bangalore Cyclothon
2015
 Чемпион Индии — групповая гонка
Vodafone Cycling Marathon
2017
Pune Baramati National Level Race
2018
India Premier Cyclothon
2-й на Чемпионат Индии — групповая гонка
2019
3-й на Чемпионат Индии — критериум

## Рейтинги
| Год               | 2014  |
| ----------------- | ----- |
| Азиатский тур UCI | 412-й |
|                   |       |
| Источник: UCI     |       |